# 陳嵐
陳嵐（1959年1月15日—），本名陳明英，出生台湾的香港电影制片人、经纪人，23岁跟隨向华强来港，是其第二任妻子，人稱「向太」。

## 经历
陈岚出生于台湾，祖籍黑龙江哈尔滨，家中五个兄弟姐妹中排行老二，有一个患肝炎的哥哥。六岁时，陈岚被诊断出患有白血病，后来通过骨髓移植成功康复。
据陈岚自述，她童年成长艰辛，父亲重男轻女，而陈岚23岁时得知其并非亲生父亲，自己从未见过来自黑龙江的生父，而陳母則滥赌成性。
小学六年级时开始在电子厂打工以资助哥哥的大学学费，尽管她学业优异并考上大学，父母卻以100万新台币的价格将她卖身为舞女，她因此於18岁借住朋友家中时自杀，但在朋友介入下获救。此后，陈岚開始从事模特工作。
1980年，与向华强结婚。1982年移居香港，成为电影制片人。1997年，與向华强共同经营中国星集团。
2010年代，因与周星馳和張柏芝的恩怨而从幕后进入公众视野。2018年起，活跃于中国真人秀和综艺节目。2022年起，投身中國網路創業，成為直播带货主播。

## 个人生活
1980年，与向华强结婚，成为其第二任妻子，婚后人称「向太」。两人育有二子，向佐和向佑。向太另有继女向均羚，为向华强和第一任妻子丁佩所生。

## 事件

### 巨鑽
2013年，在拍賣會買下一枚8,611萬元港幣的75克拉巨型鑽石，命名其為「中國之星」。

### 與周星馳結怨
2009年，向太在接受周刊采访時，說到和周星馳合作不快：“他喜欢在现场指挥导演，随时更改内容，要全部人等他，有时又玩失踪，我要去迁就他。我真的是忍气吞声，有苦都不可以对人讲，我发誓以后不会再用他。当然他现在是老板，没有人请得起他。”
2014年9月，一篇《为什么这么多人黑周星驰》的文章在網路傳播，內容指周星馳因向華強的黑道背景，於93至96年期間申請移民加拿大被拒，向華強為阻止周星馳離開，成了幕後舉報人。向太認為文章幕後黑手是周星馳，更爆料周星馳有致電向她道歉，但她不肯接受。
2016年2月，周星馳的《美人魚》檔期對打《賭城風雲III》，後者由向華強投資、向佐出演。陳嵐不斷在微博發帖造勢，而後事態演變至陳嵐攻擊周星馳，並跟網民展開罵戰。過去對向太言論不干涉的向華強為此特地開設微博並發文求情，強調自己是個「爺們」，本來不想多說什麼，可看到「我女人為了我及兒子受委屈了」；向華強強調陳嵐在跟了她之後，對家庭盡心盡力，希望外界「給我面子就不要再罵她，因為我會心疼！」甚至說：「將心比心，如果她是你媳婦？還是你媽？你們會如此這樣對這麼好的女人造口業嗎？不會及不可以！」
2016年8月，向太在一次採訪中羅列周星馳五大罪狀，向太說周星馳拍《千王之王2000》時，片酬開價每天約400萬元台幣，但卻睡眼惺忪地到現場工作，且他曾經不停跟不同公司簽約，還到處放話說「價高者得」。向太還爆料，周星馳曾經以400萬元台幣，僅劉德華市場價碼的20分之1邀劉拍片，被劉認為根本是在看扁他。除了以上三條罪狀，向太還加碼透露周星馳拍《大話西游》時，曾經跟女星藍潔瑛、莫文蔚及朱茵都有男女關係，甚至某次借豪宅拍片，借期只有一天，周星馳卻不見人影，原來是去跟比基尼女演員開房間。向太列舉了最後一條罪狀，罵說周星馳紅了之後就翻臉不認人，連恩師杜琪峰都不放在眼裡。

### 與張柏芝決裂
向太與張柏芝一度情同母女，直到2015年，向华强公開批判张柏芝拍旗下公司新片《封神傳奇》时态度惡劣，决定换角并“永不录用”。向华强说向太很伤心，觉得没面子，不知该如何讲述，所以由他出面。向太事後在微博表示：“我承认错，所有电影圈人在我面前背后都叫我不要用张柏芝，我一意孤行地想帮她，相信她会改过自新，所以觉得应该再给她一个翻身的机会。怎不知她过年后情绪失控，连我的电话也不听了，现场没有人可以控制她，全部要听她的指挥、看她的脸色。现在也是逼于无奈地出此决定。”
2019年6月，張柏芝在綜藝節目稱從來沒有吃過肉，引發網民質疑。向太在微博評論：「在說胡話這個領域她也算是得道高人了。」「感覺她就是說大話張口就來，完全不經過大腦，自己吹牛吹到爽為止。」向太還表示張的種種表現全因讀書少、邏輯思維混亂，更歸咎於張的身世：「從小單親，後來離婚，心理有點扭曲，身世也坎坷，說謊成癮了，自己都相信了。」最後向太更列出三大精神病症狀，呼籲網民早發現早治療，提高精神病的治愈率。

## 政治立場
陳嵐多次公開支持中國政府及中國共產黨，於《香港人權與民主法案》通過後，她公開表達強烈不滿，揚言「這輩子都不再踏足美國」，「愛戴執政的中國共產黨！中國萬歲！」